# 丁彦昕
丁彦昕（1968年—），男，汉族，黑龙江人，中华人民共和国政治人物。现任新疆维吾尔自治区交通运输厅副厅长。第十四届全国政协委员。